# 4.ª Flota Aérea (Luftwaffe)
La 4.ª Flota Aérea (en alemán Luftflotte 4) de la Luftwaffe fue una de las principales divisiones de la fuerza aérea de la Alemania nazi en la Segunda Guerra Mundial. Fue creada el 18 de marzo de 1939 a partir del Luftwaffenkommando Österreich (comando austríaco de la Luftwaffe) en Viena. El 21 de abril de 1945 fue redesignada Luftwaffenkommando 4, y subordinada a la Luftflotte 6. 
La Luftflotte 4 fue responsable del bombardeo de Belgrado, que se saldó con más de 10 000 víctimas, y de la campaña de bombardeos durante la batalla de Stalingrado, donde cerca de 40 000 civiles murieron. La flota tuvo su base en Rumania, Bulgaria, sureste de Polonia, Hungría, Ucrania y otros territorios de la Unión Soviética ocupados durante la Operación Barbarroja, como apoyo aéreo a las fuerzas del Eje.

## Comandantes
- Generaloberst Alexander Löhr, 18 de marzo de 1939 - 20 de julio de 1942[3]
- Generalfeldmarschall Wolfram Freiherr von Richthofen, 20 de julio de 1942 - 4 de septiembre de 1943[3]
- Generaloberst Otto Deßloch, 4 de septiembre de 1943 - 17 de agosto de 1944[3]
- Generalleutnant Alexander Holle, 25 de agosto de 1944 - 27 de septiembre de 1944[3]
- Generaloberst Otto Deßloch, 28 de septiembre de 1944 - 21 de abril de 1945[3]

### Jefes de Estado Mayor
- Oberst Günther Korten, 18 de marzo de 1939 - 19 de diciembre de 1939
- Oberst Herbert Olbrich, 19 de diciembre de 1939 - 21 de julio de 1940
- Obstlt Andreas Nielsen, 21 de julio de 1940 - 3 de noviembre de 1940
- Oberst Richard Schimpf, 4 de noviembre de 1940 - 15 de enero de 1941
- Generalleutnant Günther Korten, 15 de enero de 1941 - 12 de agosto de 1942
- Oberst Hans-Detlef Herhudt von Rohden, 24 de agosto de 1942 - 23 de febrero de 1943
- Oberst Karl-Heinrich Schulz, 1 de marzo de 1943 - 25 de marzo de 1943
- General Otto Deßloch, 26 de marzo de 1943 - 3 de septiembre de 1943
- Generalmajor Karl-Heinrich Schulz, 3 de septiembre de 1943 - 21 de abril de 1945